# Kobajaši
Kobajaši (japonsko 小林) je pogost japonski priimek:
- George Kobajaši (1947), japonski nogometaš
- Džunširo Kobajaši (1991), japonski smučarski skakalec
- Kamui Kobajaši (1989), japonski dirkač
- Makoto Kobajaši (fizik) (1944), japonski fizik
- Makoto Kobajaši (umetnik) (1958), japonski manga umetnik